# Sha'ar HaGolan

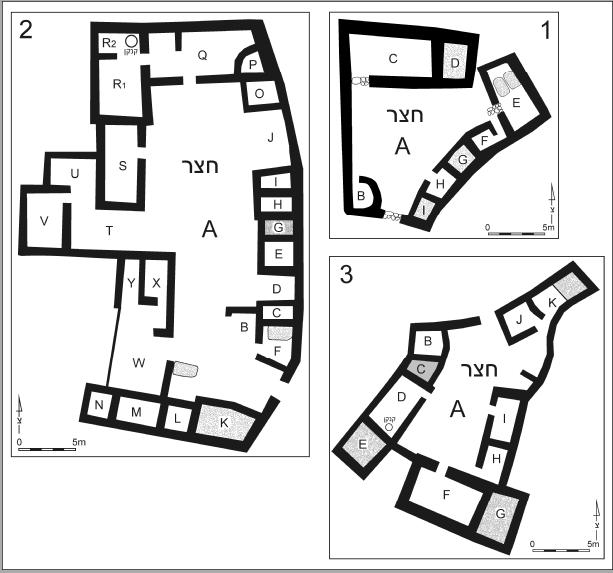
Hofhäuser des neolithischen Dorfes

Schaʿar haGolan (hebräisch שַׁעַר הַגּוֹלָן Schaʿar haGōlan, deutsch ‚Tor des Golan‘) ist ein Kibbuz am Fuße der Golanhöhen im Jordantal im Nordosten Israels. Er liegt südlich vom See Genezareth, knapp 1 km von der Grenze zu Jordanien entfernt und gehört zum Regionalverband ʿEmeq haJarden. Im Jahr 2018 hatte er 552 Einwohner.

## Geschichte
Schaʿar haGolan wurde am 21. März 1937 von Mitgliedern der Jugendbewegung HaSchomer haZaʿir aus der Tschechoslowakei und Polen gegründet. Die Gründer trafen sich 1930 in Rischon LeZion und bildeten ein Team. Sie wurden bis 1937 "ʿEin haQore" genannt, als sie den Kibbuz als Turm-und-Palisaden-Siedlung gründeten.
Während der Kämpfe im Arabisch-Israelischen Krieg von 1948 zogen sich die Verteidiger von Schaʿar haGolan nach Luftangriffen und Beschuss zurück. Die Kibbuznikim wurden von der syrischen Armee gefangen genommen und kurzzeitig festgehalten. In dieser Zeit wurde der Ort geplündert und niedergebrannt. Obwohl die Mitglieder bald zurückkehrten, waren sie als Feiglinge stigmatisiert und erst nach fast 60 Jahren kam eine Rehabilitation in Form von freigegebenen militärischen Akten.
Über die Verhältnisse im Jahr 2024 berichtet ein Kibbuzmitglied: „Aufgrund der wirtschaftlichen Stärke ist der Kibbuz bis heute sozialistisch kollektiv geblieben, hat 300 Mitglieder und eine Gesamtbevölkerung von 700 Personen.“ Nach dem Terrorangriff der Hamas auf Israel 2023 beherbergte der Kibbuz „etwa 200 Kriegsflüchtlinge aus dem Norden und dem Süden Israels ..., aus Orten an der libanesischen Grenze ... und  ... aus den von der Hamas zerstörten Kibbuzim und Moshavim“.

## Wirtschaft
Die Haupteinnahmequelle des Kibbuz ist eine Kunststofffabrik. Landwirtschaftliche Erzeugnisse sind Bananen, Avocado und Wassermelonen, dazu kommt eine Herde Milchkühe. Für den Wirtschaftszweig Tourismus ist eine der Attraktionen das Museum der Jarmuk-Kultur mit prähistorischen neolithischen Funden, die am Ufer des Jarmuk-Flusses entdeckt wurden. In den 1950er Jahren gegründet, war es das erste Museum für Vorgeschichte in Israel.

## Archäologie
Bei der Anlage von Fischteichen auf ihren Feldern am Ufer des Jarmuk fanden die Kibbuzniks 1943 zahlreiche prähistorische Artefakte. Eine erste Ausgrabung unter Moshe Stekelis von der Hebräischen Universität Jerusalem brachte von 1948 bis 1962 Nachweise für eine Siedlung des keramischen Neolithikums zutage. Darunter waren die ältesten Keramikkochtöpfe, die in Israel gefunden wurden. Die bis dahin unbekannte Kultur wurde nach der Lage der Fundstelle Jarmuk-Kultur genannt.
Von 1989 bis 2004 führte Yosef Garfinkel die Ausgrabungen weiter. Während elf Grabungskampagnen wurden ca. 3000 Quadratmeter auf insgesamt fünf Arealen geöffnet. Aufgedeckt wurden Gebäude, Straßen und Plätze eines großen neolithischen Dorfes, das auf 5500 – 5000 v. Chr. datiert wurde. Die Entdeckung brachte umfassende Erkenntnisse über den Beginn der Sesshaftigkeit in der Levante.

## Bilder

Kibbuz Shaʿar HaGolan
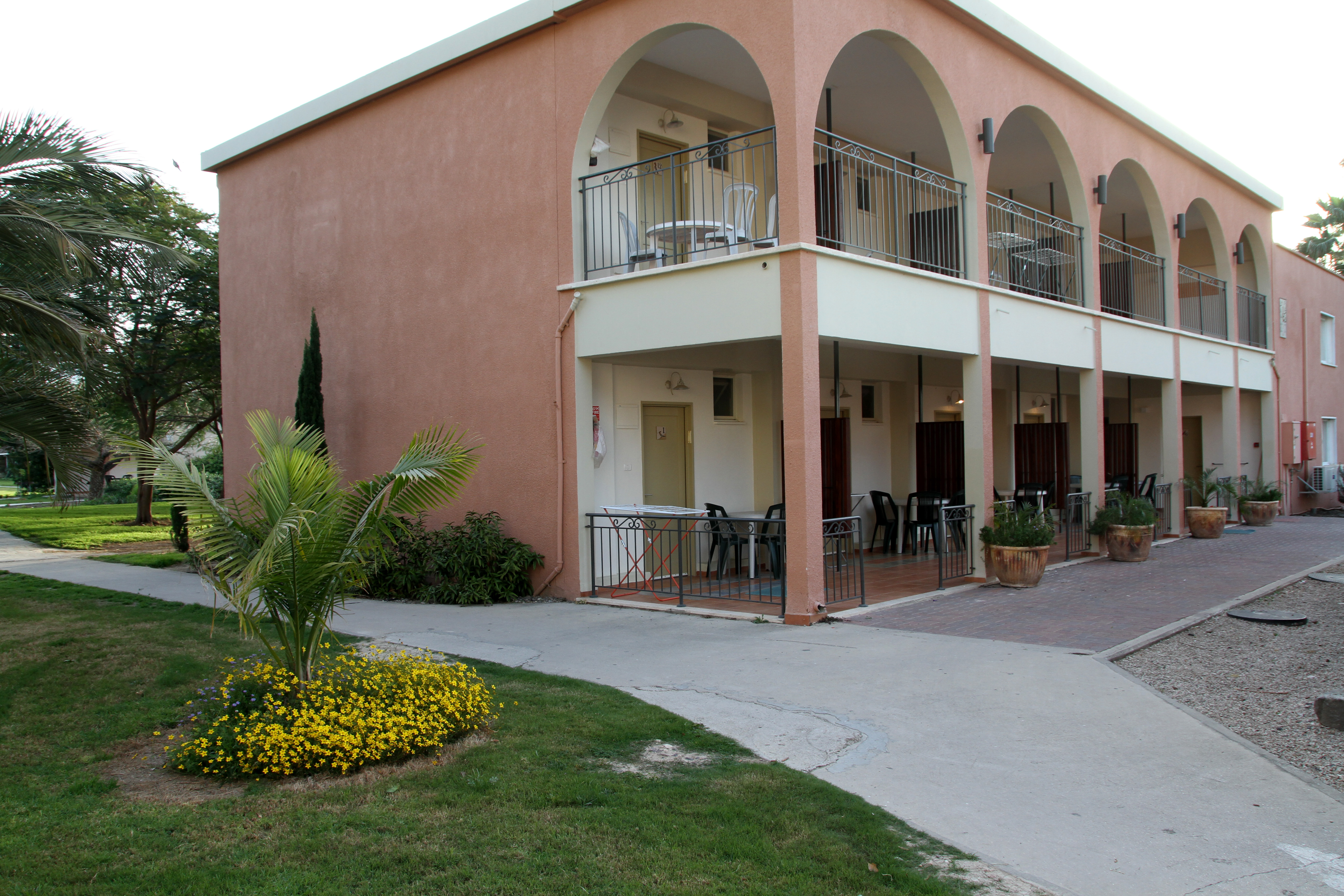
Gästehaus
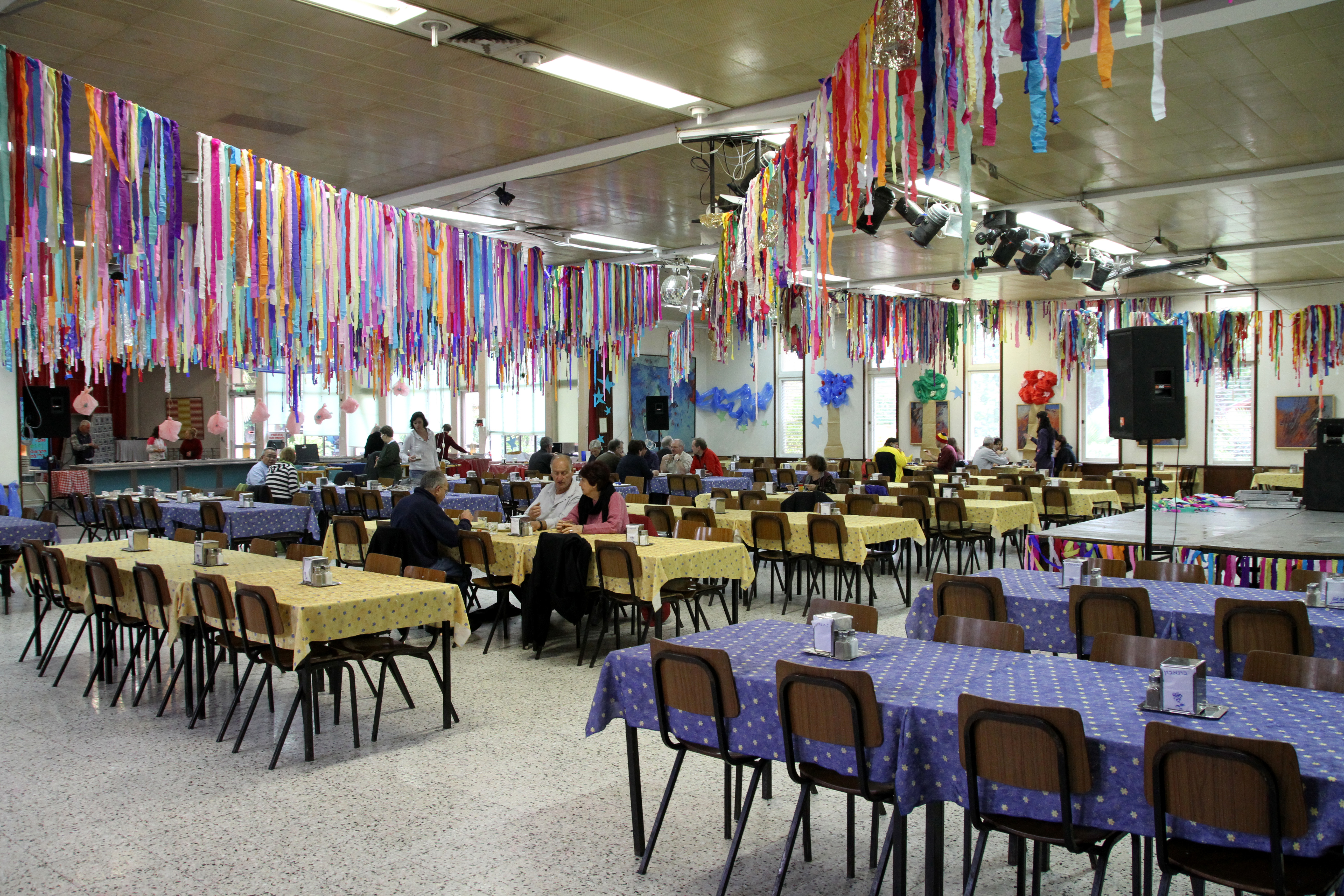
Kantine
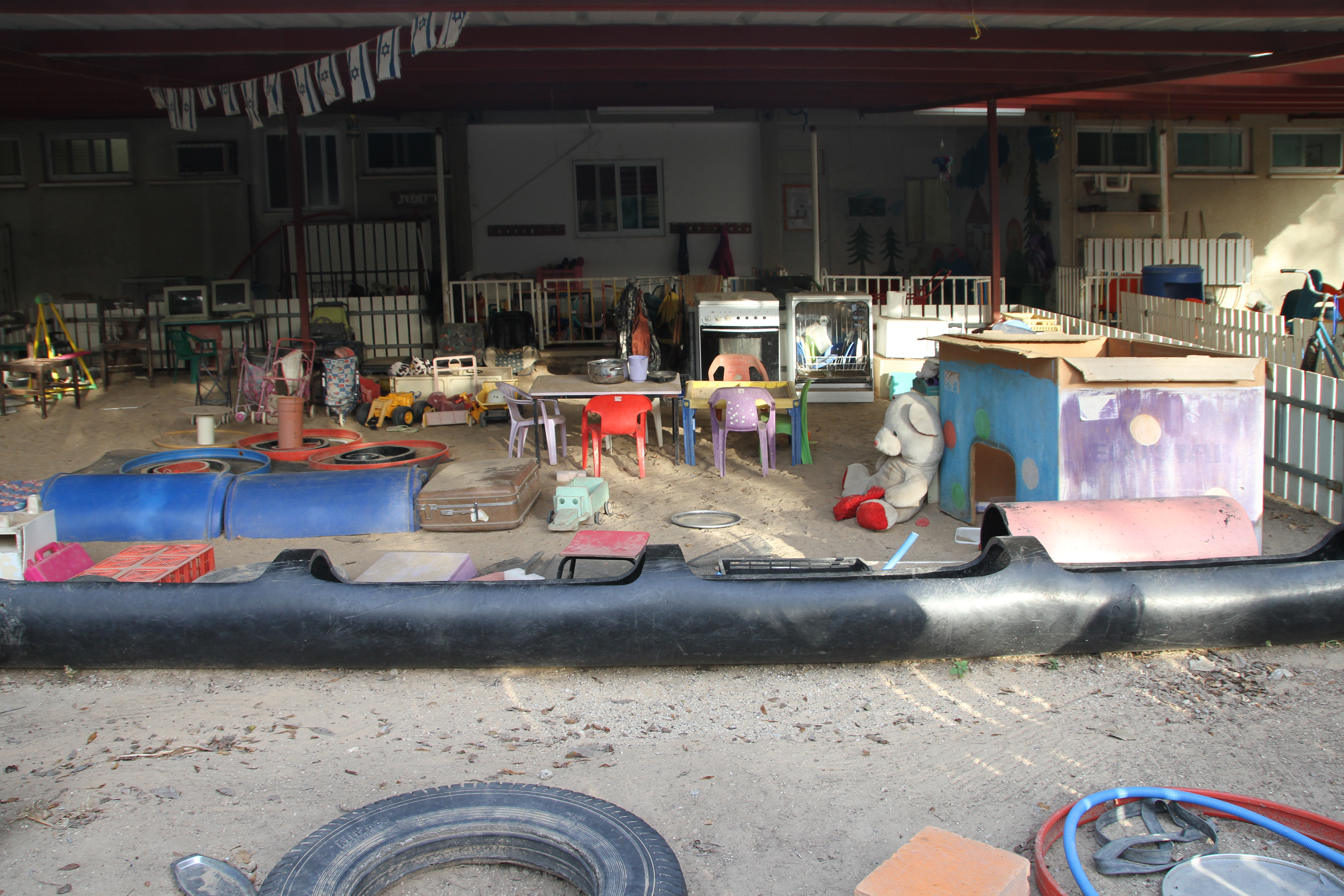
Kindergarten
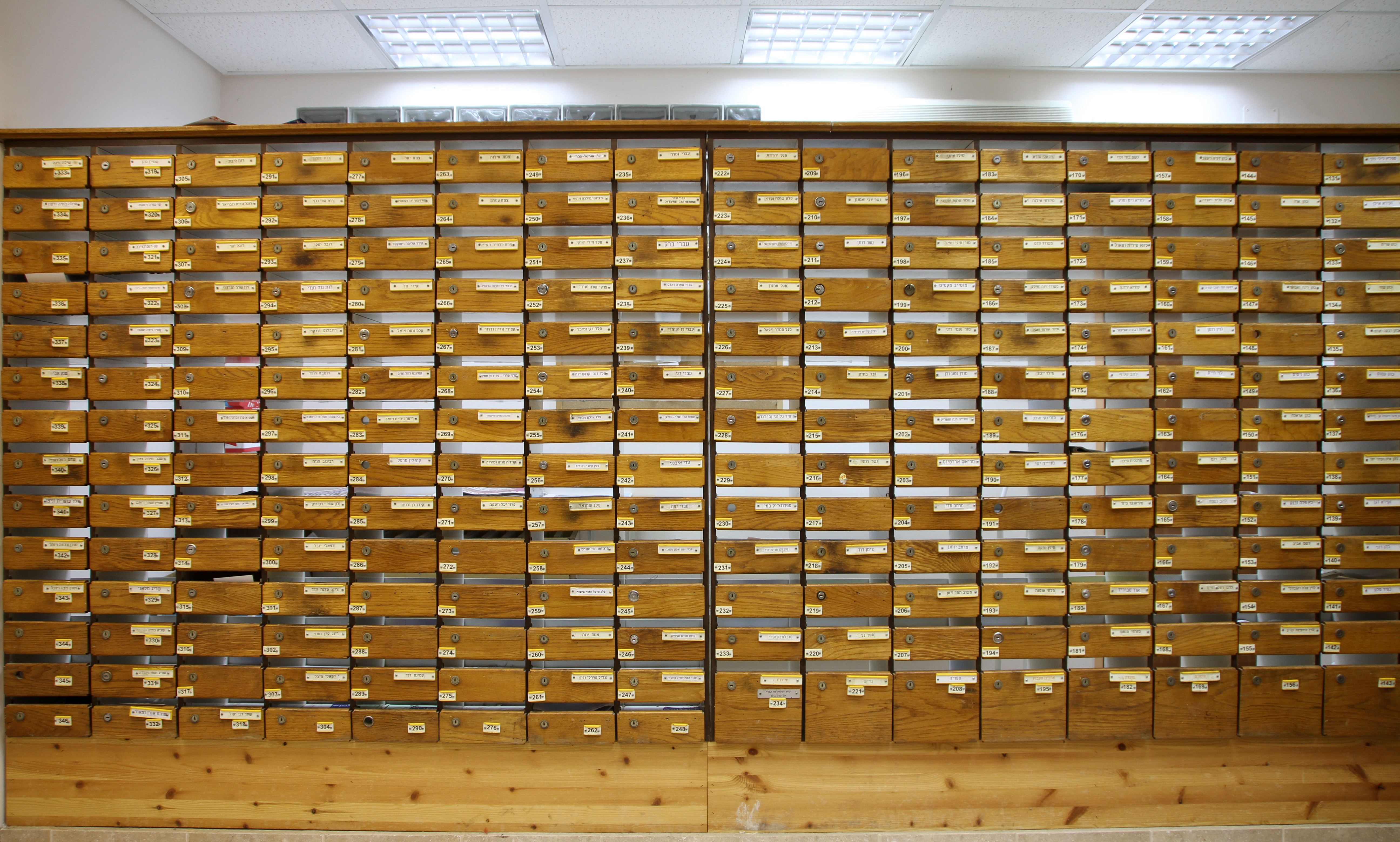
Postfächer
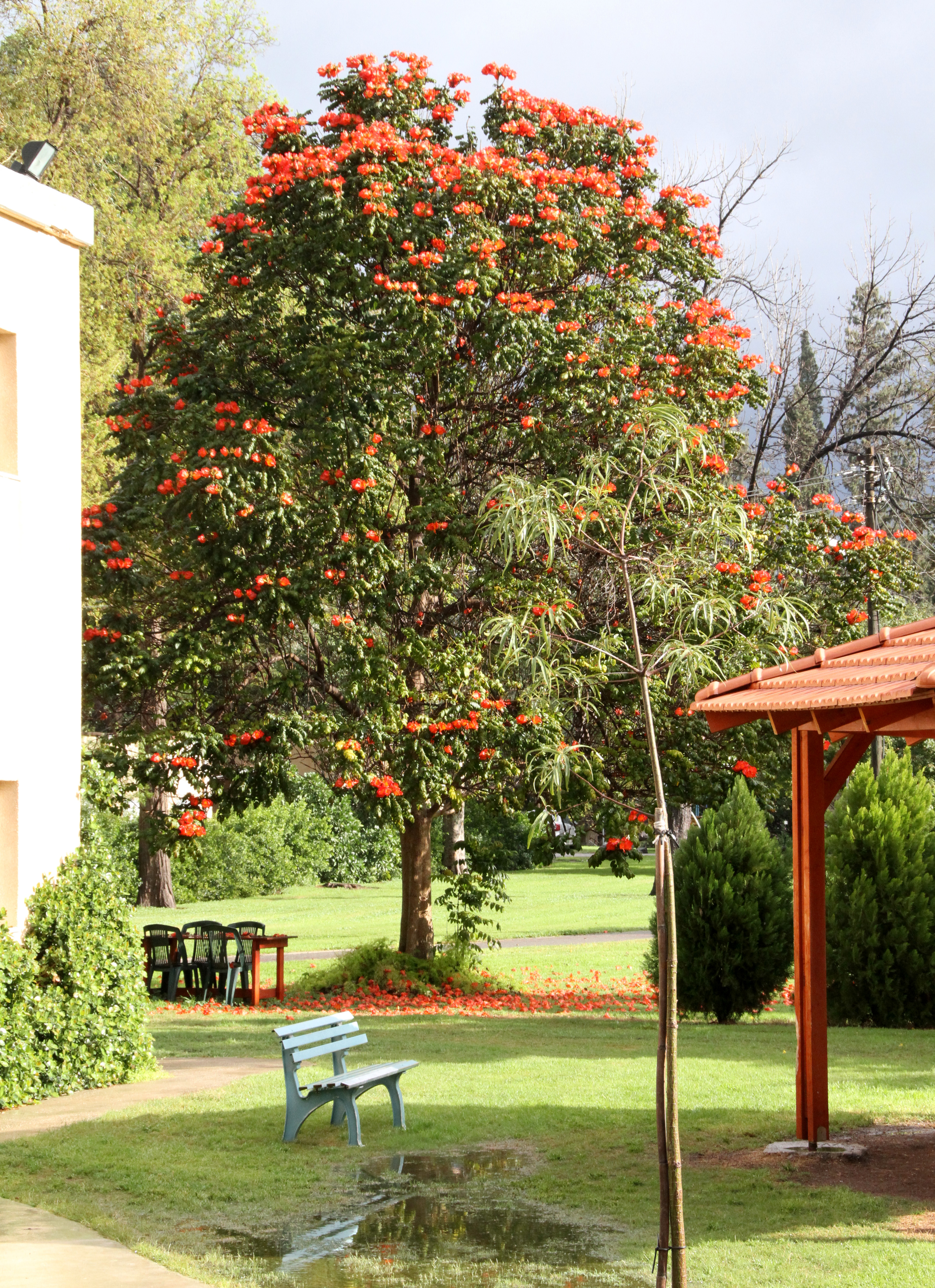
Park
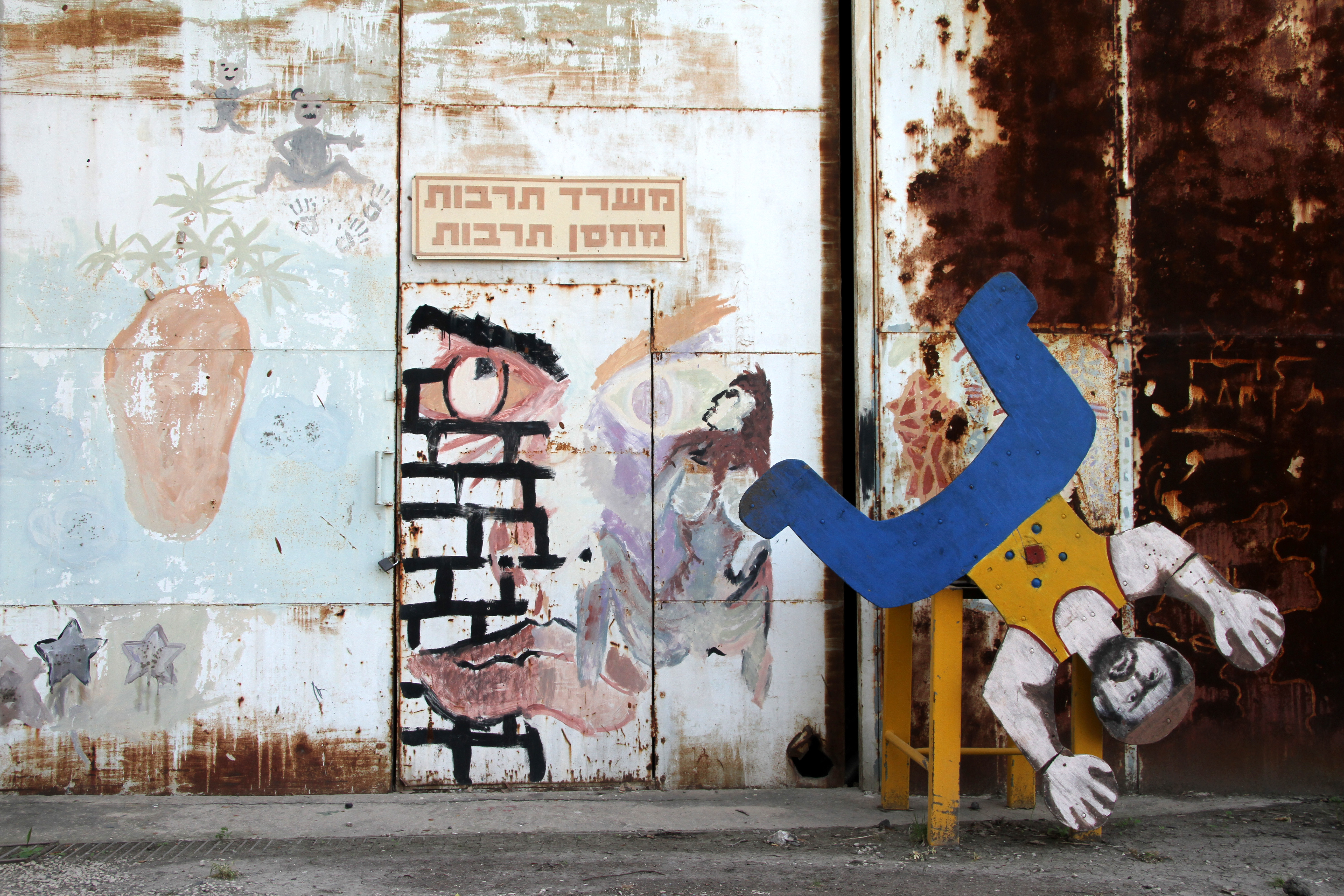
Kunst
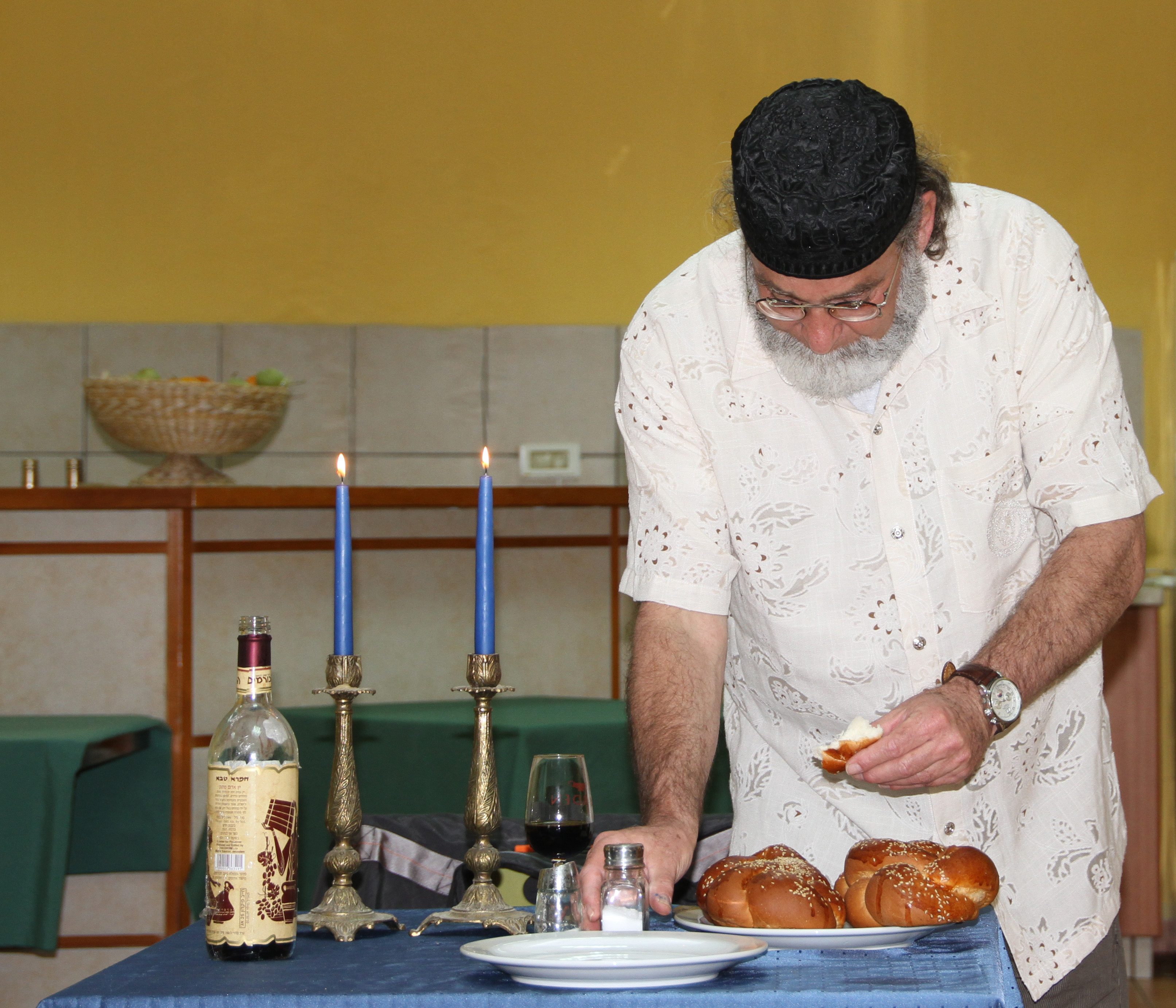
Sabbatfeier